# Porto de Gravatal
O porto de Gravatal, mais conhecido como porto de/do Gravatá, foi um porto fluvial do rio Capivari, localizado no município de Gravatal, no litoral sul de Santa Catarina.
A partir da ocupação da Colônia Espontânea do Braço do Norte, em 1873, localizada às margens do rio Braço do Norte, foi uma das duas mais importantes vias de acesso à região. (A outra via era também fluvial, a partir da Barra do Norte, desembocadura do rio Braço do Norte no rio Tubarão). Foi um dos pontos de transbordo dos tropeiros serranos que comerciavam pela região via serra do Imaruí, para onde também convergiam os cargueiros dos colonos da Colônia Grão Pará e os carros de boi da redondeza. Os imigrantes europeus que se instalaram no sul de Santa Catarina eram conduzidos ao porto de Laguna, de onde seguiam de canoa subindo inicialmente o rio Tubarão e então entrando à direita na embocadura do rio Capivari, e assim também seguiam todos os produtos comerciais. João Martins de Souza, um dos fundadores de Gravatal, requereu muitas terras e nelas fez grandes lavouras de mandioca e cana de açúcar, tendo construído dois engenhos e dois alambiques. Construiu várias estradas para carro de boi que serviam para transportar os seus produtos para Tubarão, ou então servia-se do rio, por canoas, para transportar estes produtos para Laguna.
No porto não havia trapiche. Só barranca do rio, onde atracavam as canoas. A região foi dragada, e mal sobra um corregozinho.
A viagem de canoa ida e volta até Laguna era contada três dias. Se tudo corresse bem. Pousava-se na margem. Abicava-se a canoa debaixo de uma figueira, fazia-se fogo na margem, dormia-se na canoa mesmo. Força motriz era a vela e o remo-voga. Para descer. Para subir era que era! Empurrava-se fincando o remo no chão. Ou puxava-se com cordas da margem, se era limpa. Para descer, não. Só governar, cuidar de pedras e tranqueira.
No porto havia grandes depósitos. Até um trapiche.